# 아이 캔디
《아이 캔디》(영어: Eye Candy)는 2015년에 MTV에서 방영된 미국의 스릴러 텔레비전 시리즈이다.

## 개요
가석방을 받은 21살 천재 해커 린디는 룸메이트 소피아의 부추김을 받아 온라인 데이팅 앱에 "아이 캔디"라는 가명으로 가입한다. 그러나 이 바람에 연쇄 살인마 스토커가 붙어 버리고, 린디는 이 스토커를 막기 위해 역시 해커인 친구들과 힘을 합친다.

## 출연진
메인
- 빅토리아 저스티스 - 린디 샘프슨 역
- 케이시 디드릭 - 토미 캘리건 역
- 하비 기옌 - 조지 레예스 역
- 키어시 클레먼스 - 소피아 역